# Brunstatt-Didenheim
Brunstatt-Didenheim (Elsässisch Brunscht-Didena) ist eine französische Gemeinde mit 8176 Einwohnern (Stand 1. Januar 2022) im Département Haut-Rhin in der Region Grand Est. Der Ort gehört zum Arrondissement Mulhouse und zum Kanton Brunstatt-Didenheim.
Die Gemeinde entstand mit Wirkung vom 1. Januar 2016 als Commune nouvelle durch die Vereinigung der bisherigen Gemeinden Brunstatt und Didenheim. Das Rathaus (Mairie) der neuen Gemeinde befindet sich im Gebäude des bisherigen Rathauses von Brunstatt.

## Geografie
Brunstatt-Didenheim liegt rund vier Kilometer südwestlich von Mülhausen im Süden des Départements Haut-Rhin. Die Gemeinde besteht aus den Siedlungen Brunstatt, Burn, Damberg, Didenheim und Schemen sowie Einzelgehöften. Weite Teile der Gemeinde sind bewaldet. Der höchste Punkt der Gemeinde ist im Bois de Brunstatt im Osten. Der Ortsteil Brunstatt liegt am Rhein-Rhône-Kanal, der Ortsteil Didenheim an der Ill.
Nachbargemeinden sind Mülhausen im Norden, Riedisheim im Nordosten, Bruebach im Osten und Südosten, Flaxlanden im Süden, Zillisheim im Südwesten, Hochstatt im Westen sowie Morschwiller-le-Bas im Nordwesten.

## Bevölkerungsverteilung und -entwicklung
| Ortsteil               | ehemaliger INSEE-Code | Fläche (km²) | Höhenlage (m) | Einwohnerzahlen (Census) | Einwohnerzahlen (Census) | Einwohnerzahlen (Census) | Einwohnerzahlen (Census) | Einwohnerzahlen (Census) | Einwohnerzahlen (Census) | Einwohnerzahlen (Census) | Einwohnerzahlen (Census) | Einwohnerzahlen (Census) | Einwohnerzahlen (Census) | Einwohnerzahlen (Census) |
| Ortsteil               | ehemaliger INSEE-Code | Fläche (km²) | Höhenlage (m) | 1962                     | 1968                     | 1975                     | 1982                     | 1990                     | 1999                     | 2006 1                   | 2008 2                   | 2011 1                   | 2013 2                   | 2016 3                   |
| ---------------------- | --------------------- | ------------ | ------------- | ------------------------ | ------------------------ | ------------------------ | ------------------------ | ------------------------ | ------------------------ | ------------------------ | ------------------------ | ------------------------ | ------------------------ | ------------------------ |
| Brunstatt              | 68056                 | 09,66        | 240–353       | 4024                     | 4424                     | 5047                     | 4887                     | 5160                     | 5536                     | 6180                     | 6164                     | 6104                     | 6209                     | 6157                     |
| Didenheim              | 68070                 | 04,44        | 242–332       | 1492                     | 1897                     | 1920                     | 1902                     | 1771                     | 1758                     | 1666                     | 1693                     | 1743                     | 1723                     | 1693                     |
| Brunstatt-Didenheim000 | 68056                 | 14,10        |               | 5516                     | 6321                     | 6967                     | 6789                     | 6931                     | 7294                     | 7846                     | 7857                     | 7847                     | 7932                     | 7850                     |

RP: Recensement de la population (Volkszählung, Census)

Die (Gesamt-)Einwohnerzahlen der Gemeinde Brunstatt-Didenheim wurden durch Addition der einzelnen Ortsteile, d. h. der ehemaligen selbständigen Gemeinden ermittelt.